# 学士（理学）

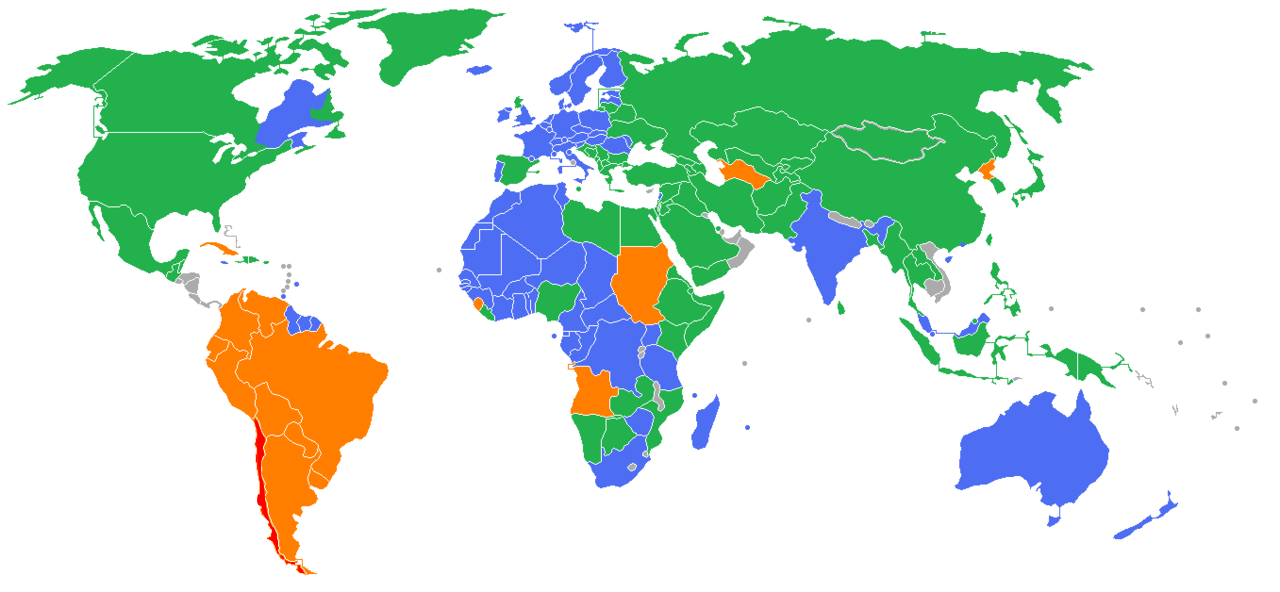
各国の履修年数
3年
4年
5年
6年

学士（理学）（がくし りがく、Bachelor of Science (B.S., BS, B.Sc., BSc, Bc.)）は、学士の学位の一つ。理学領域の主な学士号の一つで上位の教育課程では修士（理学）や博士（理学）などの学位がある。旧学位制度では理学士と称した。

## 日本
当該学位は主に四年制大学の理学部や理工学部の数学、物理学、化学など理学系統の学部学科で取得が可能である。
日本では1877年(明治10年)、東京開成学校と東京医学校を合併し、東京大学理学部設置数学科、物理学科、化学科（純生化学、応用化学）、生物学科（動物学、植物学）、 星学科、工学科（機械工学、土木工学）、地質学科、採鉱冶金学科の8学科が開設され、1879年（明治12年）には旧東京大学大学の卒業生に授与される学位として、法学士・理学士・文学士・医学士・製薬士の5種が定められた。1887年(明治20年)の帝国大学令発布により、学士号は学位から称号へと移行。1920年(大正7年)には大学令が発布され、私立専門学校令に基づく専門学校であった私立大学も正式に大学として認められた。これに伴い、早稲田大学が従前の理工科を理工学部へと移行するなどし、私立大学でも理学士号が授与されるようになった。
第2次世界大戦の終戦後、1947年(昭和22年)、学士は学校教育法に基づく称号となり、大学も新制大学に移行。1956年(昭和33年)には文部省により大学設置基準が定められ、理学士も29種ある学士号の一つと定められた。
その後、1991年(平成3年)に学校教育法はじめ学位規則が改正され、学士号は再び学位として位置づけられるとともに、それまで「○学士」と専攻分野を先頭に冠していた名称を改め「学士（○○）」と専攻分野を括弧で付記する表記に変更され、理学士の称号は学士（理学）の学位に移行。この制度改正に伴い、従前の制度で授与されていた理学士の称号については学校教育法附則にて学位と看做されることとなった。これまで通り、主に大学理学部や理工学部など理学関連の学部学科を卒業する場合に授与されるほか、新たに創設された学位授与機構(現在の独立行政法人大学改革支援・学位授与機構)でも数学・情報系、物理学・地学系、化学系、生物学系、総合理学分野で一定の受験資格を満たし、学位審査を合格した場合に学士（理学）の学位を取得する道が開かれた。

### 広がりを見せる理学分野の学士号
なお、一連の学位制度の改正に伴い、従来29種に限定されていた専攻分野の名称を各大学で自由に定めることが可能となった。この結果、学士号の種類は年々増加しており、理学分野及び異なる学問領域でも「○○理工学」と称する学位名称が誕生している。
| 理学および関連分野の学士号の例(日本の例：その一部) | 理学および関連分野の学士号の例(日本の例：その一部) | 理学および関連分野の学士号の例(日本の例：その一部) | 理学および関連分野の学士号の例(日本の例：その一部) | 理学および関連分野の学士号の例(日本の例：その一部) |
| 数学                                               | 数学                                               | 数学                                               | 数学                                               | 数学                                               |
| -------------------------------------------------- | -------------------------------------------------- | -------------------------------------------------- | -------------------------------------------------- | -------------------------------------------------- |
| 理学                                               | 工学                                               | 理工学                                             | 情報工学                                           |                                                    |
| 物理学                                             |                                                    |                                                    |                                                    |                                                    |
| 理学                                               | 理工学                                             | 物理科学                                           |                                                    |                                                    |
| 化学                                               |                                                    |                                                    |                                                    |                                                    |
| 理学                                               | 学術                                               | 応用生物科学                                       | 工学                                               | 理工学                                             |
| 生物学                                             |                                                    |                                                    |                                                    |                                                    |
| 理学                                               | 農学                                               | 生物資源科学                                       | 学術                                               | 工学                                               |
| 地学                                               |                                                    |                                                    |                                                    |                                                    |
| 理学                                               | 学術                                               |                                                    |                                                    |                                                    |
| その他                                             |                                                    |                                                    |                                                    |                                                    |
| 理学                                               | 工学                                               | 理工学                                             | 総合理工学                                         | 環境理工学                                         |
| 工学                                               |                                                    |                                                    |                                                    |                                                    |
| 機械工学関係                                       |                                                    |                                                    |                                                    |                                                    |
| 工学                                               | 理工学                                             | デザイン工学                                       | 機械機能工学                                       | 情報理工学                                         |
| 電機通信工学関係                                   |                                                    |                                                    |                                                    |                                                    |
| 工学                                               | 情報工学                                           | 理学                                               | 理工学                                             | 情報                                               |
| 情報メディア科学                                   | 総合理工学                                         | 情報工学                                           | 情報学                                             | 情報理工学                                         |
| コンピューター科学                                 | 情報アーキテクチャ学                               | 情報通信工学                                       | 理学                                               | 学術                                               |
| 芸術                                               | 環境科学                                           | 建築創造学                                         |                                                    |                                                    |
| 応用工学関係                                       |                                                    |                                                    |                                                    |                                                    |
| 工学                                               | 理工学                                             | 環境理工学                                         | 理学                                               | 生物資源科学                                       |
| 経営工学関係                                       |                                                    |                                                    |                                                    |                                                    |
| 工学                                               | 理工学                                             | 経営情報科学                                       | 経営学                                             | 産業科学技術                                       |
| ライフデザイン                                     |                                                    |                                                    |                                                    |                                                    |
| その他                                             |                                                    |                                                    |                                                    |                                                    |
| 工学                                               | 学術                                               | 情報学                                             | コンピューター理工学                               | 情報工学                                           |
| 情報理工学                                         | 総合科学                                           | コンピュータサイエンス                             | ソフトウェア情報学                                 | 理工学                                             |
| 理学                                               | デザイン工学                                       | 総合理工学                                         | 情報科学                                           |                                                    |
| 農学                                               |                                                    |                                                    |                                                    |                                                    |
| 農業工学                                           |                                                    |                                                    |                                                    |                                                    |
| 農学                                               | 環境理工学                                         |                                                    |                                                    |                                                    |

## 各国の制度
- オーストラリアでは、B.S.は3年課程である。博士号（Ph.D.）過程に進む者は、4年課程、または修士号(M.Sc.)が要求される。
- 米国とカナダでは、一般的に4年課程である[9]。卒業学位は多くは、工学、計算機科学、数学、経済学、自然科学である。いくつかの大学では、3年課程のB.S.プログラムを始めた[10][11]。